# Dorota Buczkowska
Dorota Buczkowska (ur. 1971 w Warszawie) – polska artystka.
Twórczo zajmuje się m.in. malarstwem, rzeźbą, grafiką, fotografią, rysunkiem. Ukończyła studia na Akademii Sztuk Pięknych w Warszawie (Wydział Konserwacji i Restauracji Dzieł Sztuki, 1991–1998; Wydział Rzeźby, pracownia prof. Grzegorza Kowalskiego, 1999–2003), Uniwersytecie Warszawskim (Gender Studies, 1998–1999), a w latach 2002–2003 studiowała w Centre National des Arts Plastiques w Nicei we Francji.
Podejmuje wątki integrowania traumy (projekt „Rok w Sanatorium” czy projekt „Uzdrowisko”).
Mieszka i pracuje w Warszawie.

## Wybrane wystawy indywidualne
- 2020 – „Obecność, BWA Olsztyn
- 2019 – „Okoliczności”, Bydgoskie Centrum Sztuki[3]
- 2018 – „Wywoływanie rzeźby”, BWA Bydgoszcz[4]
- 2016 – „Painting”, Rodriguez Gallery, Poznań[5]
- 2016 – „Uzdrowisko”, Królikarnia[6]
- 2015 – „Emulsja, Archeologia Fotografii”, Warszawa
- 2014 – „Apnea, Dorota Buczkowska”, TRAFO
- 2013 – „Łaskotanie podniebienia”, Galeria Starter, Warszawa[7]
- 2013 – „If the person breathes too little, there is a danger”, Lookout, Gallery, Warszawa[8]
- 2013 – „Nie wszystkie części są kompletne” Instytut Polski w Düsseldorfie
- 2012 – „Żółć zwykła brała się z wątroby”, Project Room CSW Zamek Ujazdowski, Warszawa[9]
- 2012 – „Nicht alle Teile sind vollständig”, Skulpturenmuseum, Marl
- 2011 – „Some fragments are incomplete”, Galeria Czarna[10]
- 2011 – „Projekt badawczy”, Galeria Studio, Warszawa
- 2010 – „Replikantki”, BWA Katowice[11]
- 2009 – Liverpool Biennale, Wielka Brytania
- 2009 – „Moving images inpublic space”, Videospread, Amsterdam, Holandia
- 2008 – „Interror”, Czarna Galeria, Warszawa[12]
- 2008 – „Stany Przejściowe”, CRAC Sete, Francja[12]
- 2007 – „Dwa lata w chmurach”, Czarna Galeria, Warszawa, „Cyrkulacje”, Galeria Żak, Berlin, Niemcy[12]
- 2001 – „Casting”, Galeria ART NEW Media, Warszawa; Instalacja rzeźbiarska w Galerii Aux Falais, Paryż, Francja

## Wybrane wystawy grupowe
- 2017 – „Krew łączy i dzieli”, Polin Museum
- 2017 – „Co z tą Abstrakcją”, Galeria Stefana Gierowskiego
- 2016 – „Odejście”, Wystawa kuratorska Bielskiej Jesieni 2016[13]
- 2014 – Warsaw Photo Days, Kordegarda, Warszawa[14]
- 2013 – Artissima, International Fair of Contemporary in Turin, Starter Gallery
- 2012 – „Jestem prawie na każdej wystawie”, Zachęta Narodowa Galeria Sztuki, Warszawa[15]
- 2012 – „Happiness is a warm gun”, Rizzardi Art Foundation, Sant Petersburg
- 2012 – www.eyes-on.at, Fotogalerie Wien[16]
- 2011 – curated by_vienna 2011, Stainek Gallery, Austria[17]
- 2011 – WANI, Fondation Paul Ricard de Paris, Francja
- 2011 – Lorne Sculpture 2011, Biennale of Contemporary Sculpture (Australia)
- 2011 – „Love for the natural”, Galeria Arsenał, Poznań[18]
- 2010 – „Podróż wokół czaszki”, CSW Zamek Ujazdowski, Warszawa[19]
- 2010 – Paris Photo, Paryż, Francja
- 2009 – Factory, Tel-Aviv, Izrael
- 2008 – „Efekt czerwonych oczu”, CSW Zamek Ujazdowski, Warszawa
- 2006 – „Dew-point”, Galeria Raster, Warszawa[20]
- 2004 – „Sąsiedzi dla sąsiadów” – Zmiana Organizacji Ruchu, Warszawa; „Rzeźbiarze fotografują” – Muzeum Rzeźby im. Xawerego Dunikowskiego, Pałac Królikarnia, Oddział Muzeum Narodowego w Warszawie, Warszawa; „Affinités électives” – Centrum Sztuki Współczesnej, Albi, Francja; „Dusza i ciało” – Centrum Sztuki, Pau, Francja; „Cyrkulacja”, Dom Artystów w Charonton, Francja; „Affinites elective” – Centrum Sztuki Współczesnej w Albi
- 2002 – „Supermarket szutki. Ludzie i przedmioty” – Galeria Domu Artysty Plastyka, Warszawa; „Systemy organiczne – cyrkulacja” – Falaises, Paryż, Francja; „Spójrz na mnie” – w ramach festiwalu Novart.pl, Bunkier Sztuki, Kraków; festiwal „Mia100 Kobiet” – Warszawa
- 2001 – IX Międzynarodowe Biennale Koronki Współczesnej – Heidelberg, Niemcy; „Supermarket sztuki. Wybór należy do ciebie” – Galeria Domu Artysty Plastyka, Warszawa; festiwal „Mia100 Kobiet” – Warszawa
- 2000 – Supermarket sztuki – Galeria Domu Artysty Plastyka, Warszawa[21]
- 1999 – „Ze sztuką wobec sztuki” – Centrum Rzeźby Polskiej, Orońsko

## Stypendia i pobyty rezydencyjne
- 2010 – Stypendium Ministerstwa Kultury i Sztuki
- 2010 – Pollock Krasner Grant
- 2009 – Pro Helvetia CRIC Sierre Center (Szwajcaria)
- 2007 – rezydencja Tel Awiw, Rok Polski w Izraelu (Izrael)
- 2005 – rezydencja, Centrum Sztuki Współczesnej, synagoga w Delme (Francja)
- 2004 – rezydencja, Bundeskanzleramt – Biuro Kanclerza, Wiedeń (Austria)
- 2003 – stypendium w Centre National des Arts Plastiques Villa Arson, Nicea (Francja)

## Prace w kolekcjach
- Polish Art Foundation ING,
- PKO S.A Collection,
- Museum of the Sculpture, Marl (DE),
- State Collection Vienna (AU),
- MoBy Museum Tel –Aviv (IL),
- Villa Arson, Nice (FR).